# Dmitrij Sipiagin
Dmitrij Siergiejewicz Sipiagin ros. Дмитрий Сергеевич Сипягин (ur. 5 marca?/17 marca 1853 w Kijowie, zm. 2 kwietnia?/15 kwietnia 1902 w Petersburgu) – rosyjski polityk, minister spraw wewnętrznych Imperium Rosyjskiego od 1899 do śmierci w zamachu w 1902.

## Życiorys
Urodził się 5 marca?/17 marca 1853 roku w Kijowie, w rodzinie rosyjskiej prawosławnej szlachty. W 1874 roku zakończył studia wyższe na Uniwersytecie w Sankt Petersburgu, uzyskując stopień kandydata prawa. Od 20 grudnia 1876 roku pracował w Ministerstwie Spraw Wewnętrznych, zdymisjonowany 8 grudnia 1880 roku z powodów określonych jako rodzinne. Dwukrotnie wybrany marszałkiem szlachty powiatu wołokołamskiego w guberni moskiewskiej – 18 stycznia 1881 i 15 stycznia 1884 roku. Od 24 marca 1885 roku przysługiwała mu dworska ranga kamerhera. Wicegubernator guberni charkowskiej od 6 marca 1886 roku, 31 marca?/12 kwietnia 1888 roku przeniesiony na stanowisko gubernatora kurlandzkiego (oficjalnie nominowany 1 stycznia?/13 stycznia 1890 roku). Zastąpił on tam żarliwego rusyfikatora Konstantina Paszczenkę. Jako że polityka Sipiagina była o wiele łagodniejsza w stosunku do Niemców bałtyckich, cieszył się on ich sympatią. Awansowany do rangi rzeczywistego radcy stanu (IV cywilna w tabeli rang) 1 stycznia 1890 roku. Kolejna zmiana stanowiska miała miejsce 20 grudnia 1891?/1 stycznia 1892 roku, kiedy to Sipiagin został gubernatorem moskiewskim. Wyznaczony na wiceministra 21 maja 1893 roku, najpierw w Ministerstwie Dóbr Państwowych, a od 1 stycznia 1894 w Ministerstwie Spraw Wewnętrznych. Awansowany na Jägermeistra (III ranga dworska) 6 grudnia 1894 roku. Kierownik kancelarii własnej cara od 23 marca 1895 roku.
Kierował ministerstwem spraw wewnętrznych od 21 października?/2 listopada 1899 (wtedy też zasiadł w Radzie Państwa Imperium Rosyjskiego), oficjalną nominacje na ministra dostał 26 lutego 1900 roku. Urząd objął po Iwanie Goriemykinie, uznanym przez cara Mikołaja II za zbytniego liberała, a nawet tołstojowca. Uzyskanie stanowiska zawdzięczał Konstantinowi Pobiedonoscewowi, który zasugerował carowi powierzenie ministerstwa spraw wewnętrznych właśnie jemu lub też Wiaczesławowi Plehwe. Sipiagin zerwał z polityką częściowych ustępstw wobec opozycji, bezwzględnie zwalczając wszelkie jej przejawy.
Przeciwnik autonomii ziemstw, w czerwcu 1900 stosownymi dekretami wyjął spod kompetencji ziemstw zagadnienia związane z aprowizacją, ograniczył ich możliwości wydawnicze oraz obniżył wysokość obciążeń podatkowych, do jakich miały prawo. Według zgodnych ocen współczesnych Sipiagin, mimo posiadanego wykształcenia, nie był mężem stanu, był natomiast bezwzględnie wierny samodzierżawiu. W swojej polityce skupiał się wyłącznie na ziemiaństwie, nadając mu kolejne przywileje, zwalczał ruch robotniczy, bunty studenckie i stowarzyszenia rewolucyjne, ograniczał autonomię Finlandii. Działał na rzecz utworzenia guberni chełmskiej. W Petersburgu nakazał przebudować budynek ministerstwa spraw wewnętrznych.
Zginął 2 kwietnia 1902 w zamachu zorganizowanym przez Organizację Bojową eserowców przez Pałacem Maryjskim w Petersburgu. Zamachowiec, Stiepan Bałmaszow, podszedł do niego przebrany za oficera i wręczył mu paczkę, twierdząc, że są w niej ważne listy wielkiego księcia Sergiusza. Gdy Sipiagin wziął paczkę, Bałmaszow oddał w jego kierunku dwa strzały, trafiając w szyję i żołądek. Sipiagin zmarł tego samego dnia w szpitalu. Zasadniczy kierunek jego polityki był kontynuowany przez jego następcę Wiaczesława Plehwe.